# Кихть (село)
Кихть — село в Усть-Кубинском районе Вологодской области.
Входит в состав Заднесельского сельского поселения, с точки зрения административно-территориального деления — в Заднесельский сельсовет.
Расстояние по автодороге до районного центра Устья — 12,5 км, до центра муниципального образования Заднего — 5,5 км. Ближайшие населённые пункты — Боярское, Петраково, Авдеево.
По данным переписи в 2002 году постоянного населения не было.